# Judith Wiese

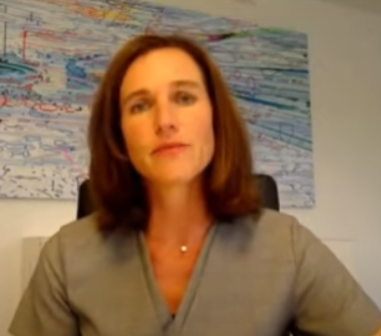
Judith Wiese (2021)

Judith Wiese (* 30. Januar 1971 in Lüdenscheid) ist eine deutsche Managerin. Seit Oktober 2020 ist sie Vorstandsmitglied und Arbeitsdirektorin der Siemens AG.

## Leben
Judith Wiese hat einen Master in Business Administration in den Bereichen Personal- und Wirtschaftswissenschaften. Sie hat an der Rotterdamer International School auf Economics sowie an der Universität Duisburg studiert. Vor dem Wechsel zu Siemens war sie 19 Jahre lang für den Nahrungsmittelkonzern Mars in verschiedenen Funktionen tätig. 2017 wechselte sie als Chief Human Resources Officer zu dem niederländischen Konzern DSM. Sie wurde im November 2020 in den Vorstand der Siemens AG berufen.